# Mario D'Addio
Mario D'Addio (Ripacandida, 11 settembre 1923 – Roma, 29 marzo 2017) è stato un politologo e politico italiano.

## Biografia
Nato l'11 settembre 1923 a Ripa Candida, in provincia di Potenza, dopo il liceo ginnasio statale Torquato Tasso di Roma, si laureò in giurisprudenza il 19 novembre 1948 all'Università degli Studi di Roma "La Sapienza" con una tesi in diritto privato. Presso la stessa università iniziò la carriera universitaria come assistente e docente a contratto fino al 1959, quando vinse il concorso presso l'Università di Messina. Nel 1962 venne chiamato a Pisa, dove era già incaricato. Nel 1962 divenne ordinario e nel 1971 fu infine chiamato a La Sapienza, dove rimase come professore - ordinario ed emerito - di Storia delle Dottrine Politiche. In quell'ateneo, nella Facoltà di Scienze politiche, fu anche direttore dell'Istituto di studi storici dal 1974 al 1984 e preside dal 1984 al 1990.
Tra i fondatori dell'Istituto Luigi Sturzo, viene ricordato come uno dei massimi studiosi del pensiero politico di don Luigi Sturzo, padre del Partito Popolare Italiano.
Nel governo Dini ricoprì la carica di Sottosegretario alla Presidenza del Consiglio con delega per il turismo e lo spettacolo.
Un volume di studi in suo onore fu pubblicato nel 1999.
Muore a Roma il 29 marzo 2017 all'età di 93 anni.